# Moapa coriacea
Moapa coriacea је зракоперка из реда Cypriniformes и фамилије Cyprinidae. 

## Угроженост
Ова врста је крајње угрожена и у великој опасности од изумирања.

## Распрострањење
Сједињене Америчке Државе су једино познато природно станиште врсте.

## Станиште
Станиште врсте су слатководна подручја.